# Deshaun Watson
Derrick Deshaun Watson (Gainesville, 14 settembre 1995) è un giocatore di football americano statunitense che milita nel ruolo di quarterback per i Cleveland Browns della National Football League (NFL).

## Biografia

### Carriera universitaria
Watson frequentò la Gainesville High School di Gainesville in Georgia. Giocò con i Clemson Tigers dal 2014 al 2016. Vinse per due volte il Davey O'Brien Award come miglior quarterback a livello universitario della nazione e nell'ultimo anno guidò la squadra al secondo titolo nazionale della sua storia, venendo premiato come MVP offensivo della finale vinta contro Alabama. Dopo la partita, Watson, laureatosi in tre anni, annunciò l'intenzione di rinunciare all'ultimo anno di college e rendersi eleggibile nel Draft NFL 2017.
Premi e riconoscimenti
- Davey O'Brien Award: 2

2015, 2016
- Manning Award: 2

2015, 2016
Statistiche al college
| Anno     | Squadra  | Passaggi | Passaggi | Passaggi | Passaggi | Passaggi | Passaggi | Passaggi | Passaggi | Corse | Corse | Corse | Corse |
| Anno     | Squadra  | Comp     | Ten      | %        | Yard     | Media    | TD       | Int      | Rat      | Ten   | Yard  | Media | TD    |
| -------- | -------- | -------- | -------- | -------- | -------- | -------- | -------- | -------- | -------- | ----- | ----- | ----- | ----- |
| 2014     | Clemson  | 93       | 137      | 67.9     | 1,466    | 10.7     | 14       | 2        | 188.6    | 63    | 200   | 3.2   | 5     |
| 2015     | Clemson  | 333      | 491      | 67.8     | 4,109    | 8.4      | 35       | 13       | 156.3    | 207   | 1,105 | 5.3   | 12    |
| 2016     | Clemson  | 388      | 579      | 67.0     | 4,593    | 7.9      | 41       | 17       | 151.1    | 165   | 629   | 3.8   | 9     |
| Carriera | Carriera | 814      | 1207     | 67.4     | 10168    | 8.4      | 90       | 32       | 157.5    | 435   | 1934  | 4.4   | 26    |

### Carriera professionistica

#### Stagione 2017
Il 27 aprile 2017, Watson fu scelto come 12º assoluto nel Draft NFL 2017, il terzo quarterback selezionato dopo Mitchell Trubisky e Patrick Mahomes. Debuttò come professionista subentrando all'inizio del secondo al titolare Tom Savage contro i Jacksonville Jaguars passando 102 yard, un touchdown e un intercetto ma non riuscendo a guidare la sua squadra alla rimonta. Dopo quella partita fu nominato titolare per la gara del secondo turno contro i Cincinnati Bengals in cui guidò Houston alla vittoria il giorno del suo 22º compleanno passando 125 yard ma soprattutto segnando l'unico touchdown della partita dopo una corsa da 49 yard per il 13-9 finale.

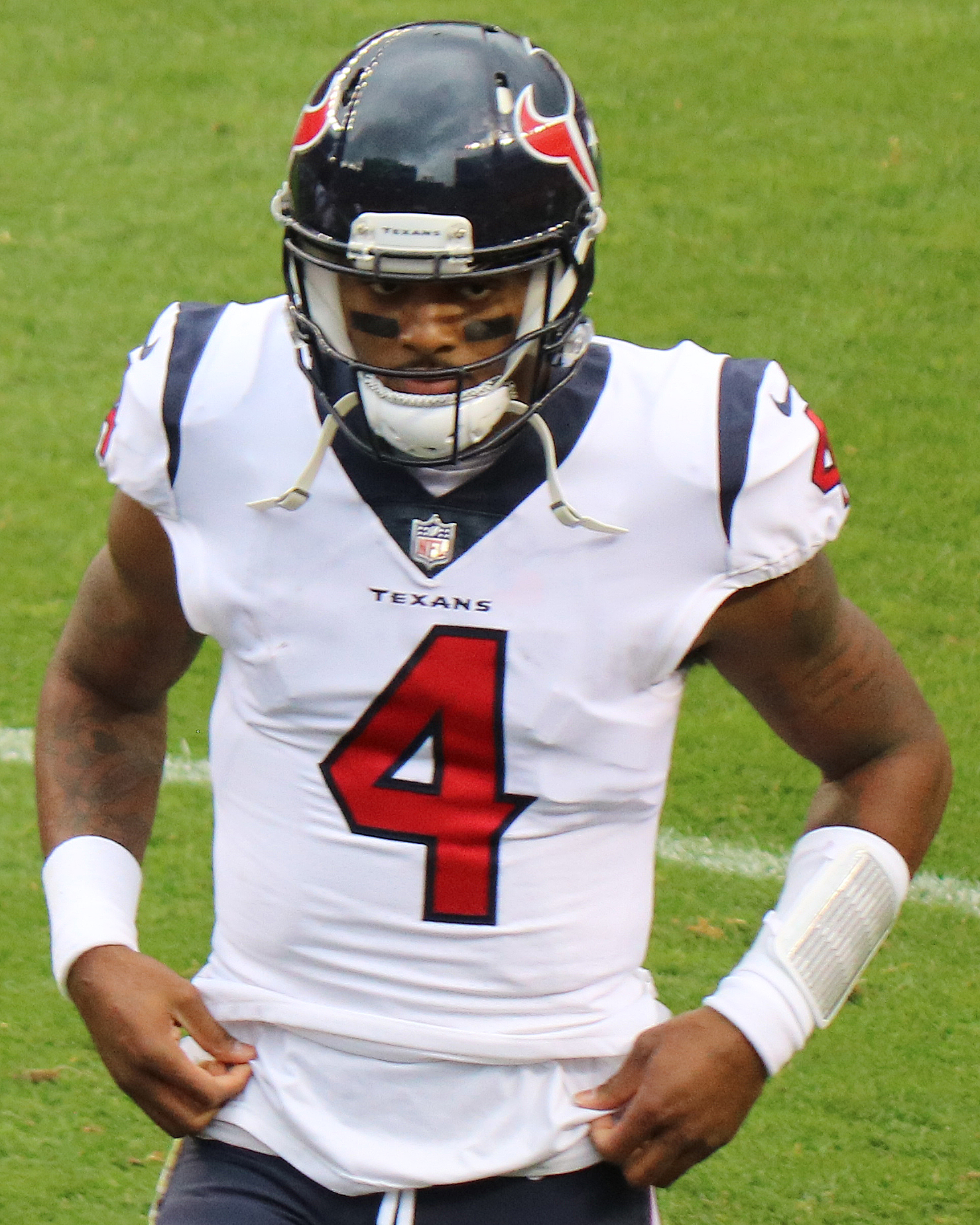
Watson nel 2018 a Denver

Dopo una sconfitta di misura contro i Patriots campioni in carica, nel quarto turno Watson guidò i Texans a segnare un record di franchigia di 57 punti contro i Tennessee Titans, passando 4 touchdown e segnandone un altro su corsa. I cinque touchdown complessivi pareggiarono un record NFL per un debuttante. Per questa prestazione fu premiato come miglior giocatore offensivo della AFC della settimana e come quarterback della settimana. Sette giorni dopo pareggiò il primato per un rookie, condiviso da Matthew Stafford, Ray Buivid e Jameis Winston, passando 5 touchdown senza subire intercetti contro i Kansas City Chiefs ma Houston uscì sconfitta per 42-34.
Nella settimana 8, con altri 4 touchdown nella sconfitta all'ultimo minuto di gara contro i Seattle Seahawks, Watson arrivò a quota 19, superando il record dell'Hall of Famer Kurt Warner per il maggior numero nelle prime 7 gare in carriera. Alla fine di ottobre fu premiato sia come giocatore offensivo della AFC del mese che come rookie offensivo del mese, in cui passò 1.171 yard, 16 touchdown e 5 intercetti. La sua promettente stagione si chiuse improvvisamente il 2 novembre quando si ruppe il legamento crociato anteriore in allenamento.

#### Stagione 2018

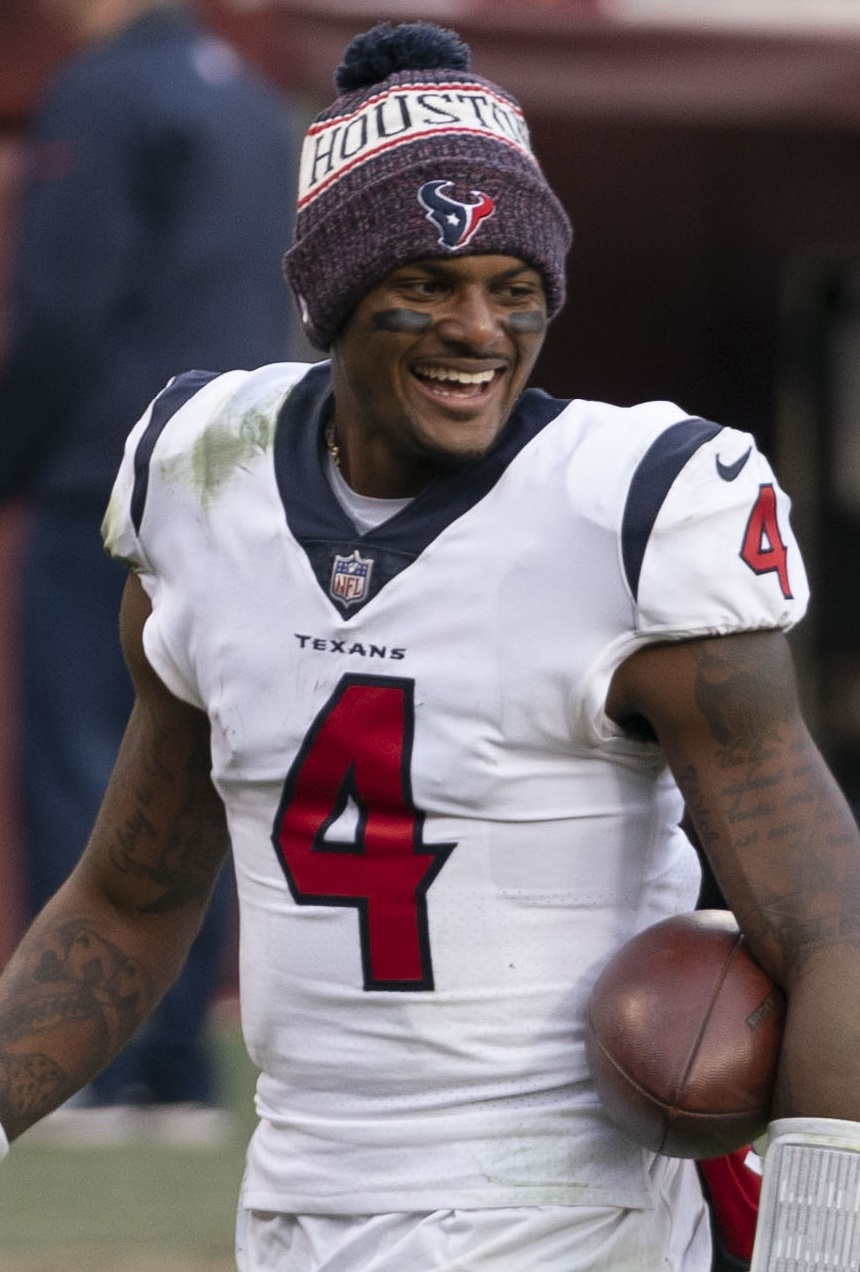
Watson nel 2018

Watson tornò in campo nel primo turno della stagione 2018 nella sconfitta in casa dei Patriots in cui mostrò un po' di ruggine nel 20-27 finale in cui passò 176 yard, un touchdown e subì un intercetto. Nell'anticipo dell'ottavo turno guidò Houston alla quinta vittoria consecutiva passando per la prima volta in carriera 5 touchdown nel 42-23 interno sui Dolphins, terminando con un passer rating quasi perfetto di 156,0. Nel dodicesimo con 210 yard passate e 2 TD giunse la vittoria nel Monday Night Football sui Titans, stabilendo un nuovo record di franchigia con l'ottava consecutiva. La sua annata si chiuse con 4.165 yard passate, 26 touchdown e 9 intercetti, portando la squadra al titolo di division con un record di 10 vittorie e 6 sconfitte e venendo convocato per il suo primo Pro Bowl al posto di Tom Brady impegnato nel Super Bowl LIII. Nei playoff i Texans furono eliminati nel primo turno dai Colts.

#### Stagione 2019
Nel terzo turno della stagione 2019 Watson fu premiato come giocatore offensivo della AFC della settimana dopo avere passato 351 yard e 3 touchdown nella vittoria sui Los Angeles Chargers. Due settimane dopo passò 426 yard (record in carriera) e 5 touchdown nella vittoria sui Falcons, venendo premiato ancora come giocatore della settimana e come quarterback della settimana. Alla fine di ottobre fu premiato come giocatore offensivo della AFC del mese in cui guidò la conference in yard passate (1.293) e touchdown (10). Nel tredicesimo turno Watson passò tre touchdown e ne segnò anche uno su ricezione nella vittoria sui Patriots campioni in carica, venendo premiato per la terza volta in stagione come giocatore offensivo della settimana. A fine stagione fu convocato per il suo secondo Pro Bowl dopo avere passato 3.852 yard, 26 touchdown e 12 intercetti. Houston vinse la propria division con un record di 10-6. Nel primo turno di playoff i Texans rimontarono uno svantaggio di 16-0 nel terzo quarto andando a vincere contro i Buffalo Bills per 22-19. Watson completò 20 passaggi su 25 per 247 yard e un touchdown, più un secondo segnato su corsa. Nel turno successivo i Texans sprecarono un vantaggio di 24 punti contro i Kansas City Chiefs perdendo per 51-31. A nulla servì la buona prova di Watson che terminò con 388 yard passate, 2 touchdown e un terzo segnato su corsa.

#### Stagione 2020
Il 5 settembre 2020 Watson firmò con i Texans un rinnovo quadriennale del valore di 160 milioni di dollari che lo rese il secondo quarterback più pagato della lega dietro a Patrick Mahomes. Houston ebbe un calendario particolarmente impegnativo nel primo mese di gioco, perdendo tutte le prime quattro gare. La prima vittoria giunse nel quinto turno contro i Jaguars, in cui Watson passò 259 yard, 3 touchdown e subì 2 intercetti. Nell'undicesimo turno disputò una delle miglior prove stagionali passando 344 yard, 2 touchdown e segnandone un altro su corsa nella vittoria sui Patriots, venendo premiato come giocatore offensivo della AFC della settimana. Quattro giorni dopo passò altri 4 touchdown terminando la sesta gara consecutiva senza intercetti nella vittoria sui Detroit Lions nel Giorno del Ringraziamento. La sua stagione si chiuse guidando la lega con 4.823 yard passate, con 33 touchdown e 7 intercetti, venendo convocato per il suo terzo Pro Bowl (non disputato a causa della pandemia di COVID-19).

#### Stagione 2021
Nel 2021 Watson fu inattivo per l'intera stagione a causa di incomprensioni con la dirigenza e diverse accuse di violenza sessuale. Anche se non fu mai svincolato, sospeso o inserito in alcuna lista riserve, fu escluso ogni settimana per ragioni "non legate a infortunio".

#### Stagione 2022

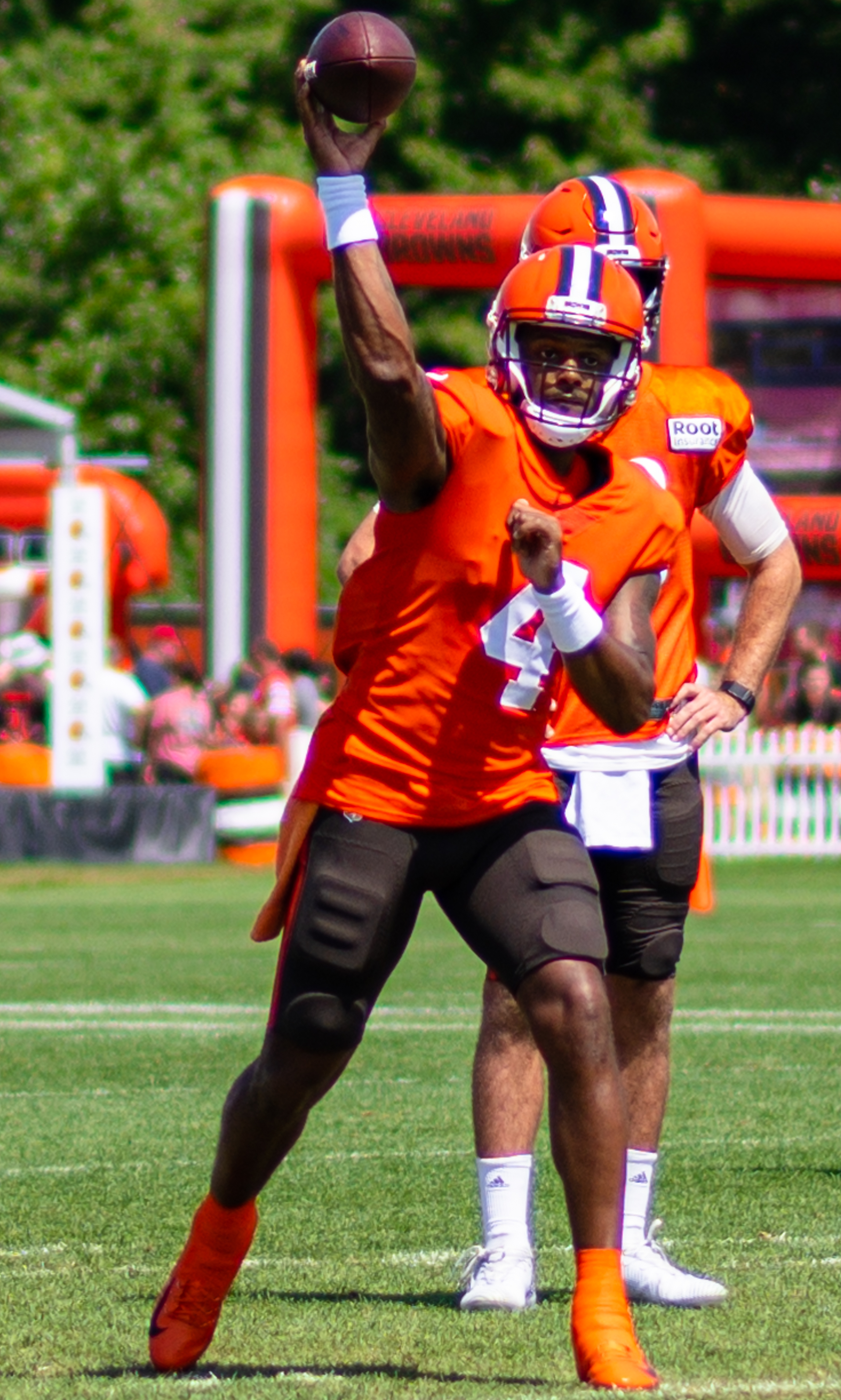
Watson nel training camp 2022 con i Browns

Il 18 marzo 2022 passò ai Cleveland Browns in cambio di tre scelte al primo giro dei Draft 2022, 2023 e 2024, una scelta al terzo giro del 2023 ed una scelta al quinto giro del Draft 2024. I Browns inoltre ricevettero una scelta al quinto giro del 2024. Con essi firmò un contratto quinquennale dal valore di 230 milioni di dollari.
Il 1º agosto Watson fu sospeso per sei partite dalla lega per i fatti dell’ultimo anno ai Texans. Il 18 agosto la sospensione fu aumentata a 11 partite e gli fu comminata una multa di 5 milioni di dollari. Tornò in campo dopo 700 giorni nel 13º turno proprio contro Houston mostrando la ruggine accumulata, completando 12 passaggi su 22 per 131 yard. Cleveland vinse per 27-14 ma solo tre punti furono segnati dall'attacco. Watson iniziò a trovare il suo ritmo nella vittoria del penultimo turno sui Washington Commanders, chiudendo con 169 yard passate e 3 touchdown.

#### Stagione 2023
Nel terzo turno Watson disputò la prima gara di alto livello con i Browns completando 27 passaggi su 33 per 289 yard e 2 touchdown nella vittoria sui Titans. Nel turno successivo non poté scendere in campo a causa di un infortunio alla spalla destra. Dopo avere saltato due partite tornó in campo nel settimo turno ma fu nuovamente costretto a lasciare la gara con i Colts anzitempo per infortunio. Saltò così la gara dell'ottavo turno e tornò in campo nella settimana 9 in cui passò 219 yard e 2 touchdown nella vittoria per 27-0 sugli Arizona Cardinals. Nel turno successivo contro i Ravens ebbe un primo tempo difficoltoso ma uscì trasformato nella ripresa portando i Browns a rimontare 14 punti di svantaggio nel quarto periodo e a vincere a sorpresa per 33-31. La sua partita si chiuse con 213 yard passate, 37 corse, un touchdown e un intercetto. In quella gara, tuttavia, subì un infortunio a una spalla che lo tenne fuori per tutto il resto della stagione, terminata con 1.115 yard passate, 7 touchdown e 4 intercetti.

#### Stagione 2024
Nelle prime sei gare della stagione 2024 Watson mise in mostra una serie di prestazioni mediocri e una netta difficoltà a chiudere le situazioni di terzo down, arrivando a un certo punto a non chiudere 23 terzi down consecutivi su passaggio. I Browns vinsero una sola di quelle partite. Nella settimana 7 contro i Bengals il quarterback si ruppe il tendine d'Achille, chiudendo la sua sfortunata annata. Il 27 dicembre i Browns ristrutturarono l'oneroso contratto di Watson.

## Palmarès
- Convocazioni al Pro Bowl: 3

2018, 2019, 2020
- Giocatore offensivo della AFC del mese: 2

ottobre 2017, ottobre 2019
- Giocatore offensivo della AFC della settimana: 5

4ª del 2017, 3ª, 5ª e 13ª del 2019, 11ª del 2020
- Quarterback della settimana: 2

4ª del 2017, 5ª del 2019
- Rookie offensivo del mese: 1

ottobre 2017
- PFWA All-Rookie Team - 2017

## Statistiche

### Stagione regolare
| Anno   | Squadra | Gare | Gare | Passaggi | Passaggi | Passaggi | Passaggi | Passaggi | Passaggi | Passaggi | Passaggi | Corse | Corse | Corse | Corse | Sack | Sack | Fumble | Fumble |
| Anno   | Squadra | P    | PT   | Comp     | Ten      | %        | Yard     | Media    | TD       | Int      | Rat      | Ten   | Yard  | Media | TD    | Sack | Yard | Fum    | Persi  |
| ------ | ------- | ---- | ---- | -------- | -------- | -------- | -------- | -------- | -------- | -------- | -------- | ----- | ----- | ----- | ----- | ---- | ---- | ------ | ------ |
| 2017   | HOU     | 7    | 6    | 126      | 204      | 61.8     | 1,699    | 8.3      | 19       | 8        | 103.0    | 36    | 269   | 7.5   | 2     | 19   | 116  | 3      | 1      |
| 2018   | HOU     | 16   | 16   | 345      | 505      | 68.3     | 4,165    | 8.2      | 26       | 9        | 103.1    | 99    | 551   | 5.6   | 5     | 62   | 384  | 9      | 3      |
| 2019   | HOU     | 15   | 15   | 333      | 495      | 67.3     | 3,852    | 7.8      | 26       | 12       | 98.0     | 82    | 413   | 5.0   | 7     | 44   | 257  | 10     | 3      |
| 2020   | HOU     | 16   | 16   | 382      | 544      | 70.2     | 4,823    | 8.9      | 33       | 7        | 112.4    | 90    | 444   | 4.9   | 3     | 49   | 293  | 8      | 3      |
| 2021   | HOU     | 0    | 0    | DNP      | DNP      | DNP      | DNP      | DNP      | DNP      | DNP      | DNP      | DNP   | DNP   | DNP   | DNP   | DNP  | DNP  | DNP    | DNP    |
| Totale | Totale  | 54   | 53   | 1186     | 1748     | 67.8     | 14539    | 8.3      | 104      | 36       | 104.5    | 307   | 1677  | 5.5   | 17    | 174  | 1050 | 30     | 10     |

### Playoff
| Anno   | Squadra | Gare | Gare | Passaggi | Passaggi | Passaggi | Passaggi | Passaggi | Passaggi | Passaggi | Passaggi | Corse | Corse | Corse | Corse | Sack | Sack | Fumble | Fumble |
| Anno   | Squadra | P    | PT   | Comp     | Ten      | %        | Yard     | Media    | TD       | Int      | Rat      | Ten   | Yard  | Media | TD    | Sack | Yard | Fum    | Persi  |
| ------ | ------- | ---- | ---- | -------- | -------- | -------- | -------- | -------- | -------- | -------- | -------- | ----- | ----- | ----- | ----- | ---- | ---- | ------ | ------ |
| 2018   | HOU     | 1    | 1    | 29       | 49       | 59.2     | 235      | 4.8      | 1        | 1        | 69.7     | 8     | 76    | 9.5   | 0     | 3    | 18   | 0      | 0      |
| 2019   | HOU     | 2    | 2    | 51       | 77       | 66.2     | 635      | 8.2      | 3        | 0        | 104.6    | 20    | 92    | 4.6   | 2     | 11   | 54   | 1      | 0      |
| Totale | Totale  | 3    | 3    | 80       | 126      | 63.5     | 870      | 6.9      | 4        | 1        | 91.0     | 28    | 168   | 6.0   | 2     | 14   | 72   | 1      | 0      |